# Така солодка печаль-2 (Дискавері)
Така солодка печаль-2 — двадцять дев'ятий епізод американського телевізійного серіалу «Зоряний шлях: Дискавері» та чотирнадцятий і заключний в другому сезоні. Епізод був написаний Олатунде Осунсанмі, а режисували Мішель Парадайз, Дженні Лумет та Алекс Куртцман. Перший показ відбувся 11 квітня 2019 року. Українською мовою озвучено студією «ДніпроФільм».

## Зміст
«Дискавері» готується до бою з кораблями Відділу-31; капітан Пайк передає повідомлення усім кораблям — його головне завдання: провести Бернем через тунель часу. «Дискавері» виспускає ескадру шатлів й капсул — як ескорт і прикриття Майкл. Експериментальна група в шаленому темпі працює над збиранням костюма для подорожі в часі. Після сканування ворожого флоту встановлено — там тільки одна жива істота — це Ліланд; інші кораблі порожні. З «Дискавері» зв'язується Ліланд; він і Сару обмінюються погрозами. Ліланд запускає силу-силенну шатлів-дронів.
Ескадри шатлів «Дискавері» рушають на перехоплення дронів. Починається космічний бій двох оточених кораблів з Відділом-31. Ме Гані Іка Галі Ка По проникає між дронами й передає на «Дискавері» метод їх ураження. Тим часом кристал часу повністю заряджений. «Ентерпрайз» займає позицію між вогнем дронів і «Дискавері». Експериментальна група закінчує костюм Майкл біжучи до місця старту. Торпеда відділу 31 проникає на «Ентерпрайз» без детонації, Стамец від поранень втрачає працездатність. Медвідсік переповнюється пораненими; костюм Бернем готовий до використання.
Майкл одягається в костюм а Спок береться керувати групою її прикриття. Вони прощаються вулканським вітанням — як найвищим проявом приязні. Ескадри готуються створити кокон захисту навколо Майкл, доки вона не відкриє тунель часу. Майкл стартує з корабля в щільному оточенні шатлів і човників. Ескадра захисту дедалі меншає; Пайк віддає наказ спрямувати усі зусилля на забезпечення їх проходження.
Доки щит був відключений на 3,5 секунди — щось телепортувалося на борт. Це Ліланд — і він влаштовує стрілянину на містку. Ліланд переміщається на борт «Дискавері». Група намагається обійти захисні протоколи й проникнути на «Дискавері» слідом за Ліландом.
Майкл з шатлом Спока — тільки він вцілів з ескадри захисту — досягає запланованої точки; Бернем змушена на ходу підкориговувати інтерфейс. Ще одна фотонна торпеда Відділу-31 застрягає в корпусі «Ентерпрайза». Майкл згадує цей момент з майбутнього — усе почнеться саме так.
Пайк наказує опустити біля торпеди вибухові щити — один із двох не спрацьовує. Перший помічник і адміралка Корнуелл вирушають туди. Захист «Ентерпрайза» падає до 9 %; ескадри з 4-ї по 9-ту розбиті. І тут Тайлер отримує в допомогу клінгонський флот для допомоги в битві. І Сіранна прибуває з винищувачами Баула після отримання прощального повідомлення від Сару. Спок із Майкл розгадують логічну загадку — це саме Бернем відіслала 7 сигналів — а кристал показав імовірний розвиток подій.
Імператорка із групою знаходять Ліланда на «Дискавері». Стамец серйозно поранений, і ним опікується Калбер — він вводить його в кому. Майкл вирахувала траєкторію 5-ти стрибків — шатл Спока зазнає удару. Бернем змушена стартувати з недоопрацьованими даними.
Майкл переміщається через пухир часу. У кінці сліпучого тунелю вона прибуває до точки Першого сигналу. Потім встановлює чотири інших.
Ліланд бореться із групою його затримки — доки команда «Ентерпрайза» намагається утримати дієвою систему життєзабезпечення після чергової пробоїни. Перший помічник і Корнуелл намагаються знешкодити механізм вторинної детонації фотонної торпеди. Перший помічник евакуюється — адміралка добровільно лишається біля торпеди. Майкл відправляє шостий сигнал — для «Дискавері», з допомогою якого Бернем слідкуватиме, коли подорожуватиме в майбутнє на 930 років, і обіцяє встановити сьомий, коли вони прибудуть.
Імператорка замикає Ліланда в споровій капсулі — доки Корнуелл і Пайк намагаються вимкнути фотонну торпеду. Вторинна детонація вбиває Корнуелл після ручного ізолювання прилеглої території — відділ закривався лише вручну зсередини. Спок не може повернутися на «Дискавері» через масивні пошкодження шатла й лишається прикривати Майкл до останнього. Бернем обіцяє Споку відіслати сьомий сигнал — і рекомендує йому рятуватися.
Енсін Тіллі проводить ризиковану операцію — і щити корабля посилюються до 40 %. Бернем з «Дискавері» вирушає в майбутнє. Пайк з «Ентерпрайзом» прикривають їх. Джорджі намагнічує нанітів у тілі Ліланда, він знищується — усі кораблі Відділу-31 завмирають — і «Ентерпрайз» ліквідує їх. Гине і Джорджі. Екіпаж «Ентерпрайза» подумки прощається із друзями на «Дискавері». Пухир часу закривається за «Дискавері» серед уламків побоїша.
На Землі екіпаж «Ентерпрайза» допитують щодо обставин атаки. Команда повідомляє Зоряному флоту відверту брехню, що «Дискавері» було знищено в битві. Екіпажу наказано більше ніколи не говорити про це або про екіпаж (за рекомендацією Спока, щоб запобігти іншому прецеденту, такому як «Контроль»). Тайлера призначено командувати відділом 31.
Через 124 дні Спока викликають на місток — він в передчутті приходить до блиску виголений і в парадній формі. «Ентерпрайз» виявляє сьомий сигнал — Пайк на погляд Спока всерозуміюче придушено посміхається.
Починається нова пригода.
Ми в такому становищі, коли пора рвати на собі волосся
Куди б вас не закинула доля — ви впораєтеся

## Сприйняття та відгуки
Станом на квітень 2021 року на сайті «IMDb» серія отримала 8.2 бала підтримки з можливих 10 при 4022 голосах користувачів. На «Rotten Tomatoes» 75 % схвалення при відгуках 12 експертів. Резюме слідуюче: «Блискучі моменти приперчені відчайдушними штрихами до фінішу у фіналі сезону „Така солодка печаль-2“, яка залишає широко відчинені двері для 3-го сезону, але може викликати у деяких глядачів запитання: чи знайде цей серіал коли-небудь свою основу?»
Оглядач Скотт Колура для «IGN» писав так: «Зверніть увагу, фінал 2-го сезону „Зоряного шляху: Дискавері“ багато витрачає свого часу, і є таким же недбалим, як і весь сезон, викликаючи стільки запитань, скільки є спроб синхронізуватися з каноном. Але як і більшість цього сезону, він також є досить ефектним, пропонуючи приємну взаємодію персонажів, божевільні візуальні ефекти та зображення, а також кілька „перехідних“ моментів величі Зоряного Шляху.»
В огляді для «Den of Geek» Кейті Барт поставила оцінку 4.5 бала з 5 і відзначала: «Це шоу виглядає найкраще, коли воно стає на ноги, коли ставиться до „Дискавері“ як до родини і дозволяє Майкл робити те, що вона здійснює найкраще: демонструвати прихильність й співчуття та робити стрибки з вірою — іноді в лише суперкостюм -через вакуум простору і невизначеності часу».
Оглядач Зак Гендлен для «The A.V. Club» зазначав так: «Другий сезон „Зоряного шляху: Дискавері“ був сильнішим за перший. Сюжети — більш згуртовані; це, мабуть, менш дивно, ніж хльосткі переходи першого сезону між клінгонською війною та дзеркальним Всесвітом. Але легше повернутися назад і простежити перехідну лінію, яка все це пов'язує. Другорядні персонажі трохи краще прописані, Майкл не була осторонь капітана, і, загалом, легше зрозуміти, чого намагаються досягти сценаристи. Фінал — це повторення даної мети, надзвичайно довгий рух гострих відчуттів, які розвиваються до того, що, мабуть, буде абсолютно новим напрямком для третього сезону. Який, принаймні на поверхні».
Скотт Сноуден в огляді для «Space.com» відзначив так: «Після епізоду минулого тижня, коли здавалося, нічого не сталося… це прямо протилежне, і, чесно кажучи, занадто багато в ще одному прикладі нестабільної, нерівномірної структури сюжету цього серіалу. Момент, коли Бернем зробить свій перший стрибок, був би ідеальним пунктом для завершення так званої частини 1 цього фіналу сезону».

## Знімались
- Сонеква Мартін-Грін — Майкл Бернем
- Даг Джонс — Сару
- Ентоні Репп — Пол Стамец
- Мері Вайзман — Сільвія Тіллі
- Вілсон Круз — Гаг Калбер
- Шазад Латіф — Еш Тайлер
- Енсон Маунт — Крістофер Пайк
- Мішель Єо — Філіппа Джорджі
- Джейн Брук — адміралка Корнуелл
- Мері К'єффо — Л'Релл
- Ядіра Гевара-Пріп — Ме Гані Іка Галі Ка По
- Міа Кіршнер — Аманда Грайсон
- Тіг Нотаро — Джет Рено
- Ітан Пек — Спок
- Ребекка Ромейн — Перший помічник на «Ентерпрайзі»
- Алан ван Спренг — Ліланд
- Рейчел Анчеріл — Нган
- Емілі Коуттс — Кейла Делмер